# Progressive Labour Movement
Das Progressive Labour Movement (PLM) war eine politische Partei aus Antigua und Barbuda.

## Geschichte
Im Jahr 1967 kam es innerhalb der Antigua Trades and Labour Union zu einer Spaltung. In Folge eines Streits über die Ausrichtung der Gewerkschaft verließ der damalige Generalsekretär George Herbert Walter die Organisation. Ihm schlossen sich zahlreiche Mitglieder an. Nach Gesprächen mit dem Vorstand des Antigua and Barbuda Democratic Movement und des Antigua Progressive Movement wurde am 24. April 1969 das Progressive Labour Movement gegründet. Zum Parteivorsitzenden wurde George Herbert Walter gewählt. Bei den Unterhauswahlen 1971 trat die Partei mit 17 Kandidaten an und errang 13 der 14 Sitze im Repräsentantenhaus. Sie ist damit die erste Partei, die die Antigua Labour Party in einer Unterhauswahl besiegte. Obwohl es wegen der wegen der Ölpreiskrise 1973 in Antigua und Barbuda zu einem erheblichen wirtschaftlichen Abschwung gekommen war und verschiedene Minister der Partei in Skandale verwickelt waren, konnte das PLM bei den Unterhauswahlen 1976 trotz allem mit 49,9 % die Mehrheit der Stimmen erreichen und die Antigua Labour Party mit 49,0 % knapp hinter sich lassen. Wegen des bestehenden Mehrheitswahlrechts erreichte die Partei jedoch nur fünf Sitze im Repräsentantenhaus, während die Antigua Labour Party 11 für sich beanspruchen konnte. Bei den Unterhauswahlen 1980 erreichte die Partei dann nur noch 39,26 % der Stimmen und stellte drei Abgeordnete. Dieses Ergebnis verschlechterte sich bei den Wahlen 1984 mit 1,86 % und keinem Abgeordneten im Repräsentantenhaus nochmals dramatisch, sodass die Partei bei den Unterhauswahlen 1989 nicht mehr antrat. 1992 schloss sich das PLM schließlich mit der United National Democratic Party und dem Antigua Caribbean Liberation Movement zur United Progressive Party zusammen.

## Politisches Wirken als Regierungspartei

### Sozialpolitik
Während ihrer Zeit als Regierungspartei führte das PLM ein Sozialversicherungssystem mit einer Kranken- und einer Rentenversicherung ein. Darüber hinaus schuf die Regierung unter Premierminister Walter ein Arbeitsgesetzbuch.

### Wirtschaftspolitik
Im Bereich der Wirtschaftspolitik setzte das PLM während seiner Regierungszeit auf den Ausbau von Straßen und der Wasserversorgung. Auf Betreiben der Regierung wurde ein zusätzliches Reservoir errichtet. Dagegen wandte man sich von der Meerwasserentsalzung ab. Ein zentraler Punkt der Wirtschaftspolitik war die Stärkung der Landwirtschaft. Hierzu beendete die Regierung die Subventionen der Zuckerindustrie, sodass zahlreiche Flächen für Weideland und Ackerbau entstanden. Auch wurde ein Programm aufgelegt, durch das die Regierung Agrarprodukte von Bauern aufkaufen konnte.

## Kritik und Opposition
Schon während der Zeit als Regierungspartei kam es zu erheblichen Spannungen mit den Gewerkschaften. Deshalb gab es während der Regierungszeit des PLM mehr als 80 Streiks. Auch waren mehrere Minister der Partei in Skandale verwickelt. Nach dem Verlust der Mehrheit an Sitzen im Repräsentantenhaus agierte die Partei als Opposition. Als solche war sie jedoch nicht sehr effektiv, da es immer wieder zu parteiinternen Streitigkeiten kam und man sich mit der anderen Oppositionspartei nicht auf ein gemeinsames Vorgehen einigen konnte.